# Eisenhuth (Automarke)
Eisenhuth war eine US-amerikanische Automarke.

## Markengeschichte
John W. Eisenhuth aus San Francisco in Kalifornien entwarf 1896 ein Automobil. Die Produktion fand in Zusammenarbeit mit einem Maschinenbauunternehmen aus Newark in New Jersey statt. Der Markenname lautete Eisenhuth. Bis 1900 entstanden weitere Fahrzeuge. Dann endete die Produktion.
Eisenhuth gründete später die Eagle Motor Car Company in Connecticut.

## Fahrzeuge
Die Fahrzeuge hatten vier Räder, wobei die vorderen kleiner waren als die hinteren. Der Radstand war auffallend kurz. Die offene Karosserie bot Platz für vier Personen. Der Ottomotor war im Heck des Fahrzeugs montiert.